# 1954 en science-fiction
| Années de la science-fiction : 1951 - 1952 - 1953 - 1954 - 1955 - 1956 - 1957    |
| Décennies de la science-fiction : 1920 - 1930 - 1940 - 1950 - 1960 - 1970 - 1980 |

L'année 1954 a été marquée, en matière de science-fiction, par les événements suivants.

## Naissances et décès

### Naissances
- 16 février : Iain Banks, écrivain britannique, mort en 2013.
- 28 mars : John J. Miller, écrivain américain, mort en 2022.
- 14 avril : Bruce Sterling, écrivain américain.
- 17 juin : Kerry Greenwood, écrivain australienne, morte en 2025.
- 3 août : Victor Milán, écrivain américain, mort en 2018.
- 1er septembre : David Wingrove, écrivain britannique.
- 11 décembre : Richard Paul Russo, écrivain américain.

### Décès
- 1 juillet : Thea von Harbou, romancière et scénariste allemande, née en 1888, morte à 65 ans.
- 9 février : Irène Clyde, romancière transgenre britannique, née en 1869[1], morte à 85 ans.

## Prix

### Prix Hugo
Les prix ont été décernés rétroactivement en 2004.
- Roman : Fahrenheit 451 (Fahrenheit 451) par Ray Bradbury
- Roman court : Un cas de conscience (A Case of Conscience) par James Blish
- Nouvelle longue : La Terre est une idée (en) (Earthman, Come Home) par James Blish
- Nouvelle courte : Les Neuf Milliards de noms de Dieu (The Nine Billion Names of God) par Arthur C. Clarke
- Livre non-fictif ou apparenté : Conquest of the Moon par Wernher von Braun, Fred Lawrence Whipple et Willy Ley
- Présentation dramatique (format long) : prix non décerné
- Présentation dramatique (format court) : La Guerre des mondes (The War of the Worlds), réalisé par Byron Haskin, écrit par Barré Lyndon, adaptation du roman homonyme de H. G. Wells
- Éditeur professionnel : John W. Campbell, Jr.
- Artiste professionnel : Chesley Bonestell
- Magazine semi-professionnel : prix non décerné
- Magazine amateur : Slant, édité par Walt Willis (en) et James White
- Écrivain amateur : Wilson "Bob" Tucker

## Parutions littéraires

### Romans
- Barrière mentale par Poul Anderson.
- Les Cavernes d'acier par Isaac Asimov.
- Martiens, Go Home! par Fredric Brown.
- Planètes à vendre par A. E. van Vogt et Edna Mayne Hull.
- They'd Rather Be Right par Mark Clifton et Frank Riley.

### Nouvelles
- L'Androïde assassin par Alfred Bester
- Brikol'âge par Clifford D. Simak
- La Clé laxienne par Robert Sheckley
- La Colonie silencieuse par Robert Silverberg
- L'Enfant trop curieux par Richard Matheson
- Expérience par Fredric Brown
- Limite naturelle par Theodore Cogswell
- Mauvais Contact par Margaret St. Clair
- Opération Méduse par Robert Silverberg
- Permis de maraude par Robert Sheckley
- Quelque chose pour rien par Robert Sheckley
- Sentinelle par Fredric Brown
- La Vie de pionnier par Robert Sheckley
- Opération Musikron par Frank Herbert

### Bandes dessinées
- La Grande Menace, 1er album de la série Lefranc, écrit et dessiné par Jacques Martin.
- On a marché sur la Lune, 17e album de la série Les Aventures de Tintin, écrit et dessiné par Hergé.

## Sorties audiovisuelles

### Films
- Des monstres attaquent la ville par Gordon Douglas.
- Devil Girl from Mars par David MacDonald.
- L'Étrange Créature du lac noir par Jack Arnold.
- Gog par Herbert L. Strock.
- Le Maître du monde par Lee Sholem.
- Riders to the Stars par Richard Carlson.
- Vingt Mille Lieues sous les mers par Richard Fleischer.
- Godzilla (film, 1954) par Ishirō Honda.